# Arieh Warshel
Arieh Warshel ( în ebraică: אריה ורשל, născut la 1940, kibuțul Sde Nahum, Israel) este un chimist israelian-american, profesor de chimie și biochimie la University of Southern California (USC), Los Angeles. După terminarea serviciului militar în armata israeliană a studiat la Technion, Haifa, obținând diploma de licență (BSc) în 1966. A obținut diplomele de master (MSc) în 1966 și doctor (PhD)] în chimie fizică în 1969 la Institutul de știință Weizmann. A fost cercetător la Universitatea Harvard și Institutul Weizmann, iar din 1976 este profesor la Departamentul de Chimie, USC.
Pe baza cercetărilor efectuate la Institutul de știință Weizmann din Rehovot, Israel,  împreună cu Martin Karplus și Michael Levitt, celor trei colegi li s-a decernat  Premiul Nobel pentru Chimie pe anul 2013, cu motivarea „Pentru dezvoltarea modelelor multiscalare aplicabile în cazul sistemelor chimice complexe”.